# Gazés
Gazés (Gassed) est un tableau que John Singer Sargent peint à l'huile en 1919 et qui illustre les effets d'une attaque au gaz moutarde de la Première Guerre mondiale. On y voit des files de soldats blessés marcher vers un poste de secours, entourés d'autres soldats blessés gisant au sol. Chargé par le British War Memorials Committee (Comité britannique des monuments aux morts) de garder trace de la guerre, Sargent visita le front de l'Ouest en juillet 1918 et passa du temps avec la Guards Division près d'Arras, puis avec le corps expéditionnaire américain près d'Ypres. La peinture fut achevée en mars 1919 et choisie pour peinture de l'année par la Royal Academy of Arts en 1919. Elle est conservée à l'Imperial War Museum à Londres.

## Détails de la peinture

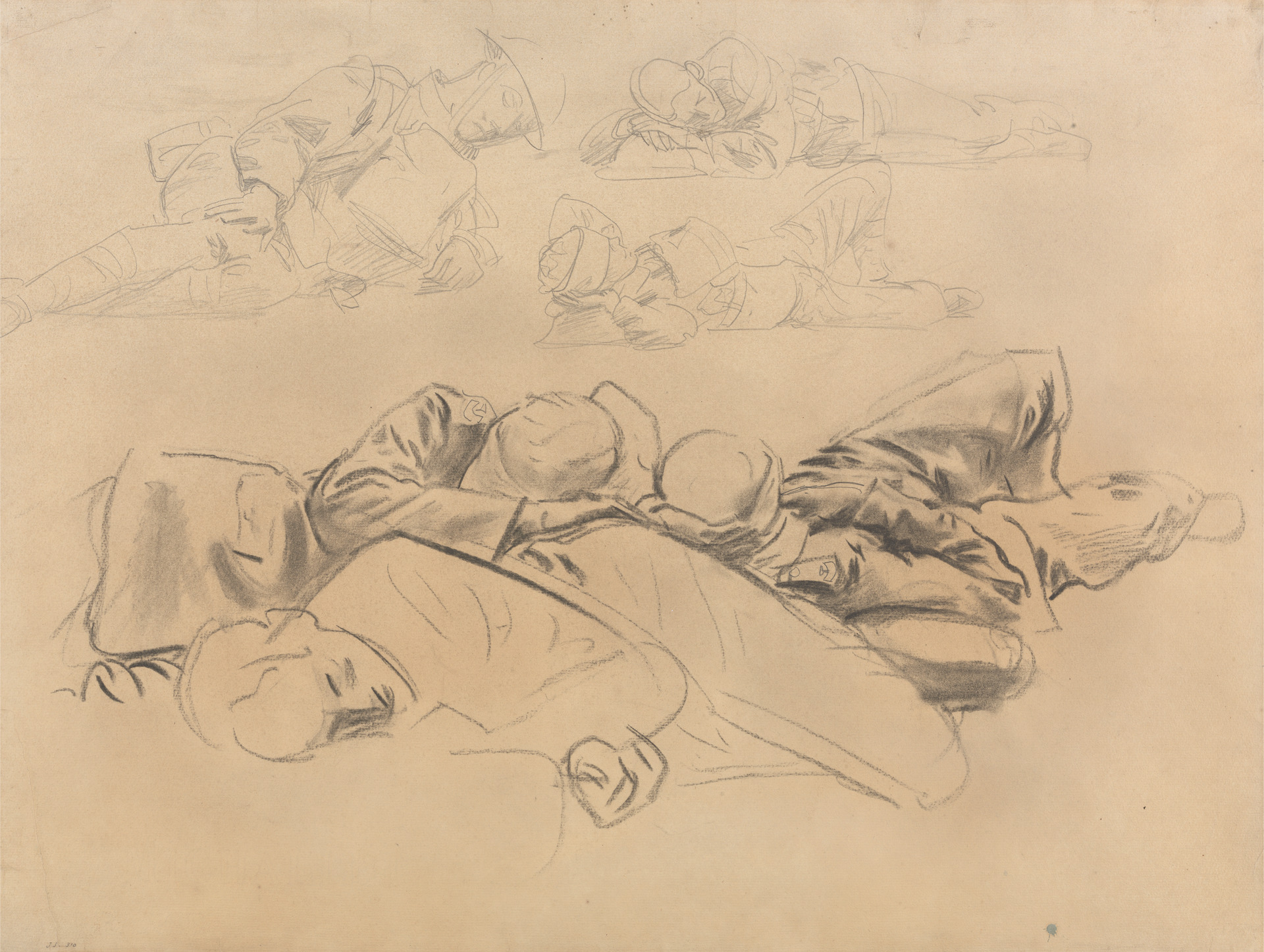
Étude de soldats gazés (Study for Gassed Soldiers), John Singer Sargent, 1918. Centre d'art britannique de Yale.

La peinture mesure 231 cm de haut sur 611 de large. La composition comprend un groupe central de onze soldats qui sont presque de grandeur naturelle. Ils marchent sur un caillebotis vers un poste de secours suggéré par les haubans sur la droite. Les yeux bandés, aveuglés par le gaz, les soldats sont aidés par deux aides-soignants. La file de grands soldats blonds forme une frise allégorique naturaliste qui évoque une procession religieuse. De nombreux autres soldats morts ou blessés gisent autour du groupe central, et un groupe semblable de huit blessés et de deux aides-soignants approche à partir de l'arrière-plan. Un combat tournoyant de biplans se déroule dans le ciel, tandis qu'un soleil couchant crée une brume jaune rosâtre et baigne les personnages d'une lumière dorée. À l'arrière-plan, la lune se lève, et des hommes non blessés jouent au football en chemises bleues et rouges, apparemment non soucieux de la souffrance qui les entoure.

## Historique

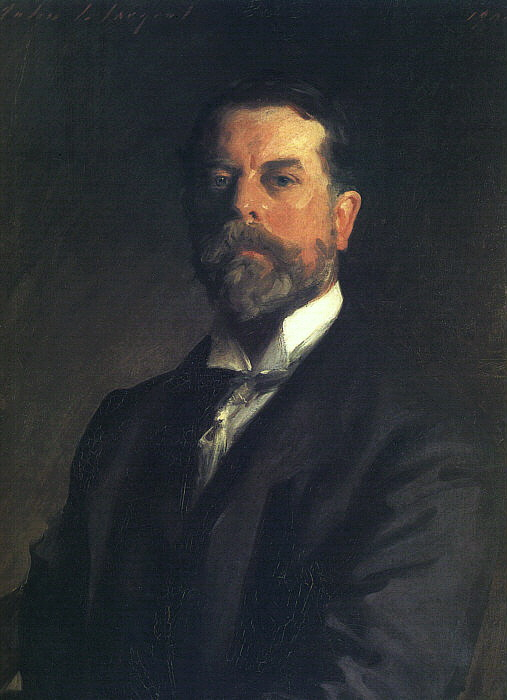
John Singer Sargent. Autoportrait vers 1906.

En mai 1918, Sargent fut l'un des peintres que le comité des monuments aux morts du ministère de l'Information britannique chargea de créer de grandes peintures pour un futur hall du souvenir (en). Cette commande visait à compléter les œuvres d'art que le Canadian War Memorials Fund (Fonds canadien pour les monuments aux morts) avait commandées depuis 1916 à l'instigation de Lord Beaverbrook, qui était le ministre britannique de l'Information en 1918. Les autres œuvres furent commandées à Percy Wyndham Lewis, à Paul Nash, à Henry Lamb, à John Nash (artiste) et à Stanley Spencer. La grandeur des œuvres était inspirée par le triptyque La Bataille de San Romano d'Uccello. Le projet de hall du souvenir décoré de grandes peintures fut abandonné lorsqu'il fut intégré à celui de musée impérial de la guerre.

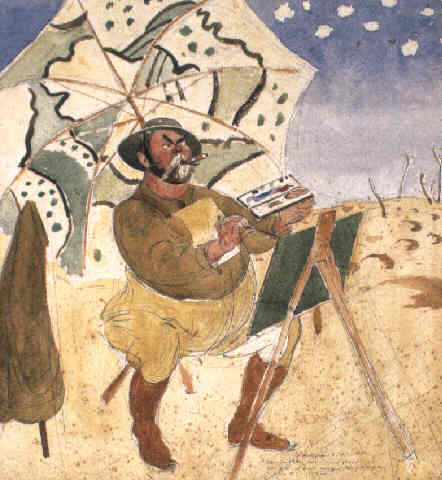
John Singer Sargent painting par Henry Tonks (1918)

Peintre américain, Sargent fut prié de créer une œuvre symbolisant la collaboration anglo-américaine. Bien qu'âgé de 62 ans, il se rendit sur le front de l'Ouest en compagnie de Henry Tonks en juillet 1918. Il passa du temps avec la Guards Division près d'Arras, puis avec le corps expéditionnaire américain près d'Ypres. Désireux de peindre une foule de personnages, il avait du mal à trouver une scène combinant des Britanniques et des Américains. Le 11 septembre 1918, Sargent écrivait à Evan Charteris (en) : 

« de nuit, je n'ai vu que trois bonnes scènes avec une foule d'hommes : une scène poignante, un champ rempli d'hommes gazés aux yeux bandés ; un convoi de camions remplis de « chair à canon » ; et une autre scène fréquente, une grand-route encombrée de troupes et de véhicules. Sans doute, cette dernière scène, qui réunit des Anglais et des Américains, est la meilleure à peindre si l'on peut éviter que la foule semble aller au Derby (E. Charteris, John Sargent, New York, 1927, p. 214). »

La « scène poignante » faisait allusion aux effets d'un barrage allemand dont Sargent avait été témoin le 21 août 1918 au Bac du Sud, entre Arras et Doullens, et où les Allemands avaient utilisé du gaz moutarde contre la 99e brigade de la 2e division d'infanterie du Royaume-Uni et la 8e brigade (en) de la 3e division d'infanterie du Royaume-Uni pendant la seconde bataille d'Arras de 1918. Tonks décrivit l'expérience dans une lettre adressée à Alfred Yockney le 19 mars 1920 :

« Après le thé, nous avons appris qu'il y avait de nombreux gazés au poste de secours du corps expéditionnaire de Bac du Sud, sur la route de Dollens, et y sommes allés. Le poste se trouvait sur la route et se composait de plusieurs cabanes et de quelques tentes. Les gazés ne cessaient pas d'arriver, guidés par des aides-soignants en groupes de six environ, tout juste comme Sargent les a représentés. Ils étaient assis ou étendus sur l'herbe, il devait y en avoir des centaines, qui souffraient manifestement beaucoup, surtout, j'imagine, aux yeux, qui étaient couverts d'une gaze... Sargent a été très touché par la scène et a pris aussitôt bien des notes. »

Le Comité des monuments aux morts accepta de changer le thème de la commande, et Sargeant réalisa sa peinture dans son studio à Fulham en 1918 et 1919.
La peinture témoigne des effets des armes chimiques, décrits dans le poème Dulce Et Decorum Est de Wilfred Owen. Le gaz moutarde est un gaz vésicant persistant dont les effets ne deviennent manifestes que plusieurs heures après l'exposition à ce produit. Il s'attaque à la peau, aux yeux et aux muqueuses et cause de grandes vésicules, la cécité, la suffocation et le vomissement. La mort peut survenir en deux jours ou après plusieurs semaines de souffrances.
La peinture fut achevée en mars 1919. Elle fut exposée la première fois à la Royal Academy of Arts de Londres en 1919. Elle fut choisie pour peinture de l'année par la Royal Academy en 1919,. Elle n'a pas été aimée par tous : E. M. Forster la jugeait trop héroïque. Elle est conservée à l'Imperial War Museum, avec plusieurs des études au fusain préparatoires. D'autres esquisses au fusain sont détenues par la Corcoran Gallery of Art. Une petite étude à l’huile de 26,6 cm sur 69,1 (10,5 po sur 27,25), qui appartint à l'origine à Evan Charteris, fut vendue 162 050 £ (267 869 $) par Christie's en 2003.